# 헤드뱅잉

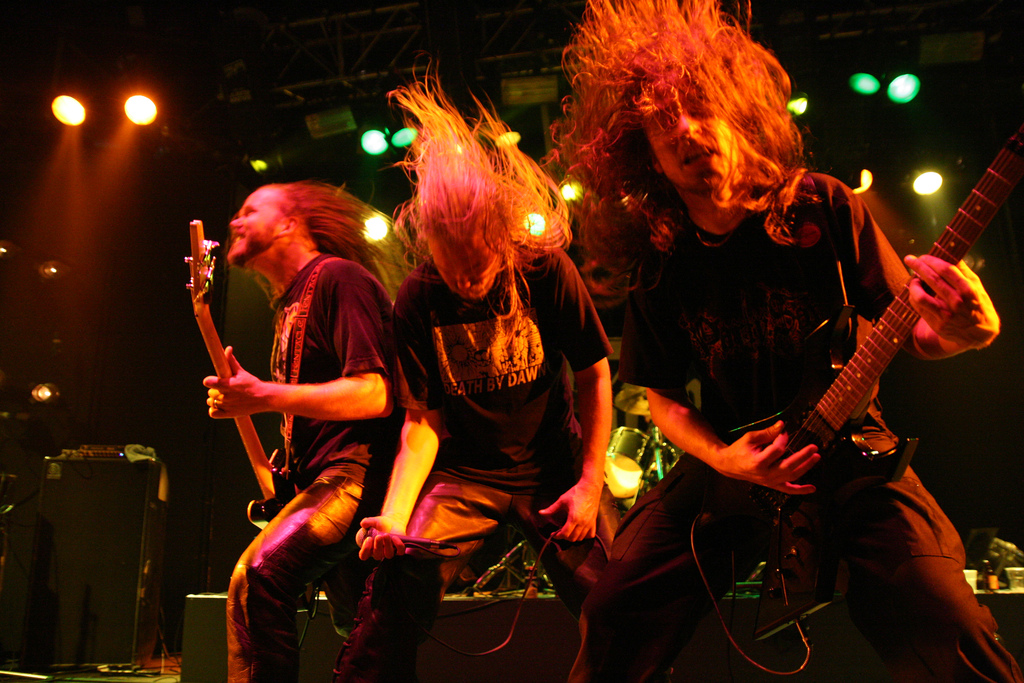
헤드뱅잉을 하는 한 메탈 밴드

헤드뱅잉(Head Banging) 은 보통 록, 헤비메탈 공연장 등에서 음악에 맞춰 머리를 흔드는 춤동작이다. 글자 그대로 머리를 흔들기도 하며 모슁 등의 과격한 형태도 존재한다.

## 유래
헤드뱅잉이라는 말은 록음악에 광적으로 심취한 팬이라는 뜻의 헤드 뱅어(Head Banger)에서 유래하였고, 그들이 하는 행위를 헤드뱅잉이라고 부르기 시작했다.

## 같이 보기
- 크라우드 서핑
- 하드 록
- 헤비 메탈
- 펑크 록
- 사인 오브 더 혼스
- 스테이지 다이빙
- YOSHIKI (음악가)